# Short track ai VI Giochi asiatici invernali - 1500 metri maschili
La specialità dei 1500 metri maschili di short track dei VI Giochi asiatici invernali si è svolta il 29 gennaio 2007 al  Changchun Wuhuan Gymnasium di Changchun, in Cina.

## Risultati
Legenda
- DNF — Gara non finita
- DNS — Non partito

### Batterie

#### Gruppo 1
| Class | Atleta                       | Tempo    | Note |
| ----- | ---------------------------- | -------- | ---- |
| 1     | Satoru Terao (JPN)           | 2:28.292 | Q    |
| 2     | Song Kyung-taek (KOR)        | 2:28.327 | Q    |
| 3     | Aslan Daumov (KAZ)           | 2:30.142 | Q    |
| 4     | Tsai Ping-yuan (TPE)         | 2:30.899 |      |
| 5     | Ganbatyn Mönkh-Amidral (MGL) | 2:39.405 |      |

#### Gruppo 2
| Class | Atleta                | Tempo    | Note |
| ----- | --------------------- | -------- | ---- |
| 1     | Li Ye (CHN)           | 2:43.549 | Q    |
| 2     | Junji Itō (JPN)       | 2:43.792 | Q    |
| 3     | Ro Sun-chol (PRK)     | 2:44.971 | Q    |
| 4     | Andrey Smetanin (KAZ) | 2:54.732 |      |
| 5     | Liu Ming-hsien (TPE)  | 2:55.453 |      |

#### Gruppo 3
| Class | Atleta                    | Tempo    | Note |
| ----- | ------------------------- | -------- | ---- |
| 1     | Ahn Hyun-soo (KOR)        | 2:35.516 | Q    |
| 2     | Liu Xiaoliang (CHN)       | 2:35.739 | Q    |
| 3     | Han Chol-min (PRK)        | 2:37.767 | Q    |
| 4     | Cheng Yi-lun (TPE)        | 2:38.546 |      |
| 5     | Artur Sultangaliyev (KAZ) | 2:38.585 |      |

#### Gruppo 4
| Class | Atleta                      | Tempo    | Note |
| ----- | --------------------------- | -------- | ---- |
| 1     | Lee Ho-suk (KOR)            | 2:32.124 | Q    |
| 2     | Sui Baoku (CHN)             | 2:32.451 | Q    |
| 3     | Shinichi Tagami (JPN)       | 2:32.466 | Q    |
| 4     | Ri Chol-song (PRK)          | 2:34.221 |      |
| —     | Gantömöriin Mönkhdorj (MGL) | DNF      |      |

### Semifinali

#### Gruppo 1
| Class | Atleta                | Tempo    | Note |
| ----- | --------------------- | -------- | ---- |
| 1     | Ahn Hyun-soo (KOR)    | 2:24.843 | QA   |
| 2     | Song Kyung-taek (KOR) | 2:24.960 | QA   |
| 3     | Liu Xiaoliang (CHN)   | 2:25.261 | QA   |
| 4     | Satoru Terao (JPN)    | 2:26.853 | QB   |
| 5     | Aslan Daumov (KAZ)    | 2:31.123 | QB   |
| 6     | Ro Sun-chol (PRK)     | 2:35.376 | QB   |

#### Gruppo 2
| Class | Atleta                | Tempo    | Note |
| ----- | --------------------- | -------- | ---- |
| 1     | Lee Ho-suk (KOR)      | 2:22.000 | QA   |
| 2     | Sui Baoku (CHN)       | 2:22.288 | QA   |
| 3     | Li Ye (CHN)           | 2:22.466 | QA   |
| 4     | Shinichi Tagami (JPN) | 2:22.728 | QB   |
| 5     | Junji Itō (JPN)       | 2:23.584 | QB   |
| 6     | Han Chol-min (PRK)    | 2:28.463 | QB   |

### Finali

#### Finale B
| Class | Atleta                | Tempo    |
| ----- | --------------------- | -------- |
| 1     | Satoru Terao (JPN)    | 2:21.918 |
| 2     | Junji Itō (JPN)       | 2:22.239 |
| 3     | Shinichi Tagami (JPN) | 2:22.441 |
| 4     | Aslan Daumov (KAZ)    | 2:26.328 |
| —     | Ro Sun-chol (PRK)     | DNS      |
| —     | Han Chol-min (PRK)    | DNS      |

#### Finale A
| Class   | Atleta                | Tempo    |
| ------- | --------------------- | -------- |
| Oro     | Sui Baoku (CHN)       | 2:20.590 |
| Argento | Ahn Hyun-soo (KOR)    | 2:20.679 |
| Bronzo  | Li Ye (CHN)           | 2:21.131 |
| 4       | Song Kyung-taek (KOR) | 2:21.133 |
| 5       | Liu Xiaoliang (CHN)   | 2:23.847 |
| 6       | Lee Ho-suk (KOR)      | 3:09.786 |